# Al-Bayyina
Al-Bayyina “A Evidência” (do árabe: سورة البينة) é a nonagésima oitava sura do Alcorão e tem 8 ayats.